# Колодязі (Краматорський район)
Коло́дя́зі — село в Україні, у Лиманській міській територіальній громаді Донецької області. У селі мешкає 270 осіб.
В селі є церква Матрони Московської.
15 жовтня 2023 року від масованого російського обстрілу села в ньому загорілися церква, приватний будинок та три господарчі споруди.